# Phối hợp tay-mắt
Phối hợp tay-mắt (còn được gọi là phối hợp mắt-tay) là phối hợp kiểm soát của chuyển động của mắt với chuyển động của tay và xử lý đầu vào hình ảnh để hướng dẫn việc xem xét sâu rộng và nắm bắt cùng với việc sử dụng các nhận cảm của bàn tay để hướng dẫn  mắt. Sự phối hợp tay-mắt  đã được nghiên cứu trong các hoạt động đa dạng như chuyển động của các vật thể rắn như khối gỗ, bắn cung, biểu diễn thể thao, đọc nhạc, chơi trò chơi trên máy tính, đánh máy sao chép và thậm chí là pha trà. Nó là một phần của các cơ chế thực hiện các công việc hàng ngày; trong trường hợp không có, hầu hết mọi người sẽ không thể thực hiện ngay cả những hành động đơn giản nhất như nhặt một cuốn sách từ bàn hoặc chơi trò chơi video. Mặc dù thuật ngữ phối hợp tay mắt được dùng nhiều, nhưng các nguồn y tế và hầu hết các nguồn tâm lý, lại dùng thuật ngữ phối hợp mắt-tay. 

## Hành vi và động học
Các nhà thần kinh học đã nghiên cứu rộng rãi hành vi ánh mắt của con người, với các nghiên cứu lưu ý rằng việc sử dụng ánh mắt rất đặc thù, nhưng con người thường thể hiện sự kiểm soát chủ động để hướng dẫn chuyển động của họ. Thông thường, mắt cố định vào một mục tiêu trước khi tay được sử dụng để tham gia vào một chuyển động, cho thấy mắt cung cấp thông tin không gian cho bàn tay. Thời gian mà đôi mắt dường như bị khóa vào một mục tiêu cho một chuyển động tay khác nhau đôi khi đôi mắt vẫn cố định vào đó cho đến khi hoàn thành một nhiệm vụ. Các lần khác, đôi mắt dường như hướng về phía trước đối với các đối tượng quan tâm khác trước khi bàn tay thậm chí nắm và thao túng đối tượng.

### Chuyển động tay được mắt hướng dẫn
Khi mắt và tay được sử dụng cho các bài tập cốt lõi, mắt thường hướng sự chuyển động của tay đến các mục tiêu. Hơn nữa, mắt cung cấp thông tin ban đầu của vật thể, bao gồm kích thước, hình dạng của nó và có thể nắm bắt các vị trí được sử dụng để xác định lực mà các đầu ngón tay cần phải tác động để thực hiện một nhiệm vụ.
Đối với các nhiệm vụ tuần tự, chuyển động mắt nhìn xảy ra trong các sự kiện động học quan trọng như thay đổi hướng chuyển động hoặc khi đi qua các mốc nhận biết. Điều này liên quan đến bản chất hướng tìm kiếm nhiệm vụ của mắt và mối liên hệ của chúng với kế hoạch chuyển động của tay và các lỗi giữa đầu ra tín hiệu động cơ và hậu quả mà mắt nhận thấy và các giác quan khác có thể được sử dụng cho chuyển động điều chỉnh. Đôi mắt có xu hướng "kết hợp" lại một mục tiêu để làm mới bộ nhớ về hình dạng của nó hoặc cập nhật những thay đổi về hình dạng hoặc hình học của nó trong các tác vụ vẽ liên quan đến đầu vào trực quan và chuyển động tay để tạo ra một bản sao của những gì lĩnh hội. Trong các nhiệm vụ có độ chính xác cao, khi hành động với số lượng kích thích thị giác lớn hơn, thời gian cần thiết để lập kế hoạch và thực hiện chuyển động sẽ tăng tuyến tính, theo định luật Fitts.